# حشره‌خوار کوبایی غربی

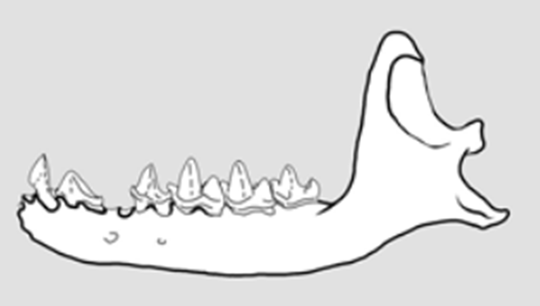
آرواره حشره‌خوار کوبایی غربی

حشره‌خوار کوبایی غربی (نام علمی: Nesophontes micrus) نام یک گونه از سرده حشره‌خوارهای هند غربی است.